# سيزار غونزاليس
سيزار غونزاليس (بالإسبانية: César González)‏ (11 يناير 1997 تشامبا - ) هو لاعب كرة قدم تشيلي يلعب كمهاجم.

## روابط خارجية
- سيزار غونزاليس على موقع قاعدة بيانات كرة القدم.إي يو (الإنجليزية)
- سيزار غونزاليس على موقع Soccerway.com (الإنجليزية)